# الماركسية واضطهاد النساء
الماركسية واضطهاد النساء: نحو نظرية موحدة (1983؛ نسخة منقحة 2013) هو كتاب من تأليف ليزا فوجيل، وتتناول المؤلفة توجيه الضوء على فشل كارل ماركس وفريدريك إنجلز في تضمين اضطهاد النساء في انتقاداتهم للرأسمالية، وتنظر إلى كيفية مخاطبة الحركات الاشتراكية في أوروبا و الولايات المتحدة لاضطهاد النساء.

## ملخص
تبحث فوجيل معاملة الحركات الاشتراكية في أوروبا وأمريكا الشمالية لـ«سؤال المرأة.» فهي تبحث ما قاله المؤلفون النسويون الاشتراكيون المعاصرون في أمريكا الشمالية عن اضطهاد المرأة وكيف أنه مرتبط (أو لا) بالمجتمع الطبقي ووضع الإنتاج الرأسمالي. وتناقش أيضًا قضايا مهمة داخل الحركة النسوية في أمريكا الشمالية.
وتجادل أيضًا بأن آراء ماركس فيما يتعلق بمشاكل النساء هي وبشكل غير مناسب غير-نامية، لكنها لا تزال تحوي على تلميحات، البعض منها مفيد ونافع للنضال ضد اضطهاد الإناث داخل المجتمع الطبقي الرأسمالي ووضع الإنتاج الرأسمالي. وتناقش أيضًا كيف أن أعمال ماركس عن الاستهلاك الفردي، وقيمة القوة العاملة وجيش الاحتياط الصناعي، قد قدمت قاعدةً مفيدة للمزيد من العمل على مشكلة التكاثر الاجتماعي. وعلى النقيض، تجد فوجيل أعمال إنجلز عديمة النفع بسبب مثاليتها واعتمادها نظامًا نظريًا ازدواجيًا لاضطهاد المرأة ضد الاضطهاد الطبقي. لكنها تعترف، أنه بالرغم من ذلك، كانت أعمال إنجلز مؤثرةً للغاية في النقاشات الاشتراكية بالرغم من ضعفها نظريًا.